# Izopachyta

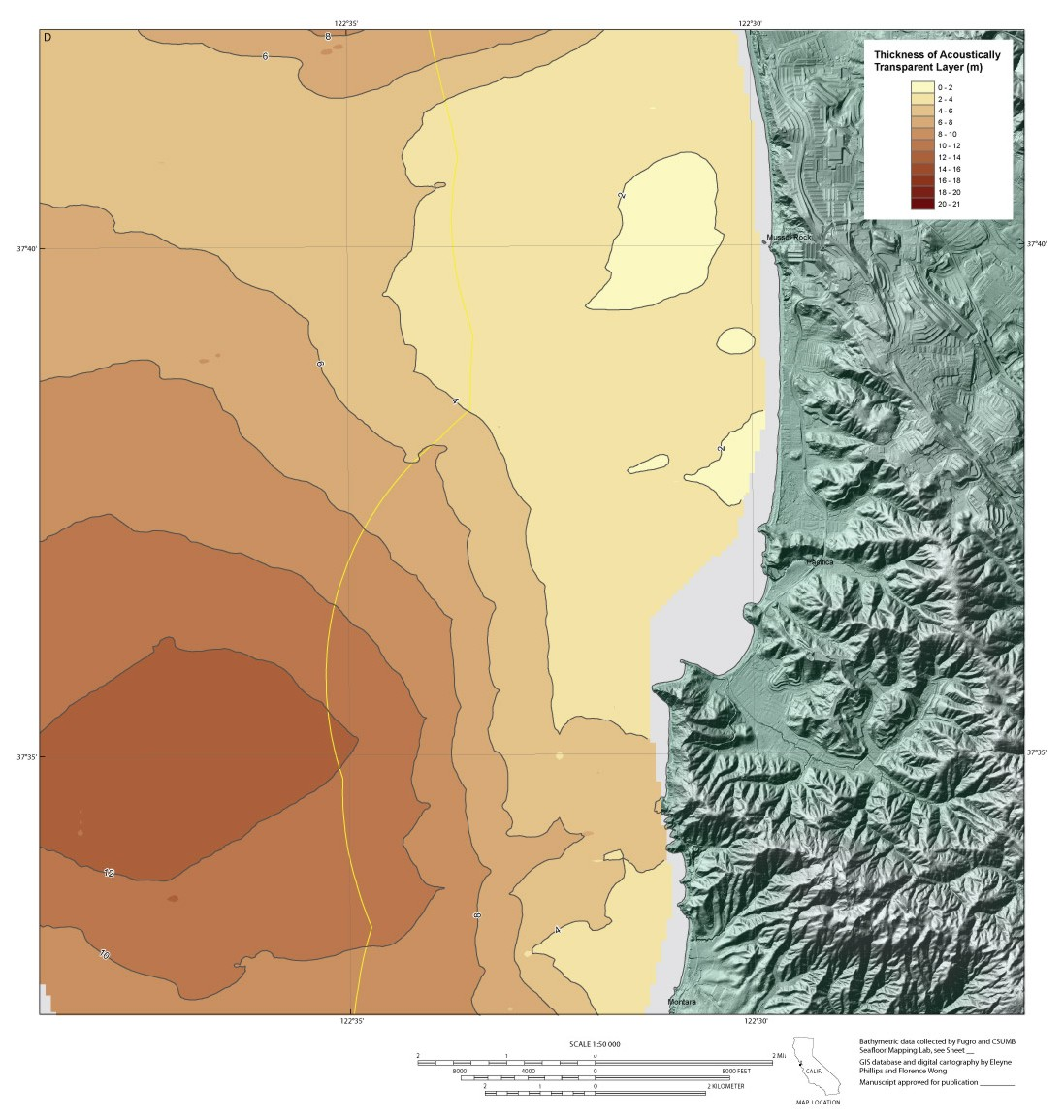
Szczegółowa mapa izopachytowa przedstawiająca strefę przybrzeżną miasta Pacifica w Stanach Zjednoczonych.

Izopachyta, także izopacha lub izolita – izolinia, linia łącząca punkty o tej samej wartości miąższości warstwy lub zespołu warstw geologicznych. Mapą przedstawiającą izopachyty jest mapa izopachytowa. W przypadku warst hydronośnych jest to hydroizopacha.